# El Diario de Daniela (trilha sonora)
El Diario de Daniela é uma trilha sonora da novela mexicana El diario de Daniela, lançado 1999 em toda a América Latina pela Warner Music. Esse disco foi certificado com Disco de Ouro no México, concedido pela AMPROFON em 1999 pelas mais de 100 mil cópias vendias no país.. O álbum concorreu ao Grammy Latino no ano de 2000 na categoria Melhor Álbum Infantil. 

## Faixas
| N.º | Título                   | Compositor(es)                                     | Intérprete(s)                                 | Duração |  |
| 1.  | "El Diario de Daniela"   | Adrian Posse                                       | Daniela Luján e Martín Ricca                  | 3:44    |  |
| 2.  | "Amistad"                | Alejandro Abaroa e Jorge Nazar                     | Elenco infantil                               | 2:56    |  |
| 3.  | "En Dónde Te Encuentras" |                                                    | Daniela Luján                                 | 1:58    |  |
| 4.  | "Locos de Amor"          | Alejandro Abaroa, Christina Abaroa e Pablo Aguirre | Daniela Luján e Martín Ricca                  | 2:45    |  |
| 5.  | "Canción de Martín"      | Alejandro Abaroa e Jorge Nazar                     | Martín Ricca                                  | 3:00    |  |
| 6.  | "Es Tiempo de Amar"      | Alejandro Abaroa e Pablo Aguirre                   | Daniela Lujan e Elenco infantil               | 3:47    |  |
| 7.  | "Es Amor"                | Christina Abaroa e Pablo Aguirre                   | Daniela Luján e Yolanda Ventura               | 5:00    |  |
| 8.  | "Tema de Natalia"        | Alejandro Abaroa e Pablo Aguirre                   | Yolanda Ventura                               | 3:10    |  |
| 9.  | "Sólo Así Triunfarás"    | Alejandro Abaroa e Pablo Aguirre                   | Daniela Luján, Martín Ricca e Elenco infantil | 3:10    |  |
| 10. | "Abrázame"               | Alejandro Abaroa e Pablo Aguirre                   | Yolanda Ventura                               | 2:07    |  |
| 11. | "Ven Conmigo"            | Alejandro Abaroa e Pablo Aguirre                   | Daniela Luján e Martín Ricca                  | 3:27    |  |
| 12. | "Amiga Mía"              | Adrian Posse                                       | Martín Ricca                                  | 3:29    |  |

## Versão em português
Em 2000, aproveitando a exibição da novela e também o embalo de Chiquititas, o SBT Music em parceria com Abril Music lançaram a trilha sonora brasileira da novela, produzida por Arnaldo Saccomani, sob direção artística de Caion Gadia, as músicas foram interpretadas por cantores brasileiros, sendo 9 faixas regravações da trilha mexicana e 3 músicas novas.

### Lista de faixas
| N.º | Título                                           | Compositor(es)                                    | Intérprete(s)    | Duração |  |
| 1.  | "O Diário de Daniela (El Diario de Daniela)"     | Adrian Posse                                      |                  | 2:58    |  |
| 2.  | "Amizade (Amistad)"                              | Alejandro Abaroa e Jorge Nazar                    |                  | 2:54    |  |
| 3.  | "Tema de Natália"                                | Alejandro Abaroa e Pablo Aguirre                  | Thaís Nascimento | 2:36    |  |
| 4.  | "Eu Todo Dia Sonho Com Ela"                      |                                                   |                  | 2:30    |  |
| 5.  | "Tema da Pandilla (Sólo Así Triunfarás)"         | Alejandro Abaroa e Pablo Aguirre                  |                  | 2:52    |  |
| 6.  | "Abraça-me (Abrázame)"                           | Alejandro Abaroa e Pablo Aguirre                  |                  | 2:36    |  |
| 7.  | "É Tempo de Amor (Es Tiempo de Amar)"            | Alejandro Abaroa e Pablo Aguirre                  |                  | 3:22    |  |
| 8.  | "Onde Você Se Encontra (En Dónde Te Encuentras)" |                                                   |                  | 2:39    |  |
| 9.  | "Tema da Pandilla II (Sólo Así Triunfarás)"      | Alejandro Abaroa e Pablo Aguirre                  |                  | 2:38    |  |
| 10. | "A Meus Pais Queridos"                           |                                                   |                  | 2:47    |  |
| 11. | "Loucos de Amor (Locos de Amor)"                 | Alejandro Abaroa, Cristina Abaroa e Pablo Aguirre |                  | 2:46    |  |
| 12. | "Felicidade"                                     |                                                   |                  | 2:32    |  |

## Vendas e certificações
| País              | Certificação | Vendas   |
| ----------------- | ------------ | -------- |
| México - AMPROFON | Ouro         | 100,000+ |